# 卡斯泰拉尔 (库内奥省)
卡斯泰拉尔（義大利語：Castellar），是意大利库内奥省的一个市镇。总面积3平方公里，人口270人，人口密度90.0人/平方公里（2009年）。ISTAT代码为004048。